# 利哈廖沃湖
55°19′32″N 40°11′16″E / 55.32556°N 40.18778°E
利哈廖沃湖（俄语：Лихарёво），是俄羅斯的湖泊，位於該國西部，由莫斯科州負責管轄，處於沙圖拉區，長1.2公里、寬1.1公里，面積0.8平方公里，海拔高度112米，最大水深1.5米。